# Малахово (Заокский район)
Малахово (Малое Малахово) — деревня в Заокском районе Тульской области России.
В рамках административно-территориального устройства является центром Малаховского сельского округа Заокского района, в рамках организации местного самоуправления — административный центр Малаховского сельского поселения.

## География
Расположено на речке Татарка, в 3 км восточнее районного центра Заокский с железнодорожной станцией Тарусская, 45 км от Алексина, 63 км от Тулы, 112 км от Москвы по Симферопольскому шоссе.
Расстояние до аэропортов: 68 км Тула, 73 Калуга, 80 км Домодедово.

## Название
Этимология названия деревни связано с Молох, производственной формой личного имени Малахай (Малахий), произошедшей в свою очередь от пророка и религиозного деятеля Малахия.

## История
Ранее Малахово входило в Яковлевскую волость Алексинского уезда Тульской губернии.. В 1857 году деревня входила в приход села Яковлево. По сведениям 1859 года деревня указана на Московско-Тульском шоссе, всего 8 дворов, где проживало 37 мужчин и 48 женщин. В 1914 году отмечены станочные квартиры (гостиницы), земская больница и почтовая станция.

## Население
| 2002 | 2010  |
| ---- | ----- |
| 734  | ↗1032 |

## Инфраструктура
К населённому пункту проложена освещённая асфальтовая дорога с заправочной станцией (бензин, газ и дизтопливо), автосервисы и мойка, магазин продажи запасных автомобильных запчастей. В деревне имеется: газ, электричество, мобильная связь, интернет, круглосуточный торговый центр с большой парковкой, магазины, строительный рынок-база «Малахово», кафе «La Mama» с банкетным залом, магазины быстрого питания, парикмахерская, салон красоты, спортзал, фитнес центр, детские спортивные площадки и детские игровые комплексы.

## Достопримечательности
- Мемориал «Погибшим землякам».
- Памятник технике «85-мм пушка Д-48».